# レッスルマニア21
レッスルマニア21（レッスルマニアトゥエンティーワン、WrestleMania 21）は、2005年4月3日にアメリカ合衆国のプロレス団体WWEが開催した年間最大の興行およびPPVの名称である。

## 概要
- チケットは発売から1分未満で完売、最終的に会場には世界14ヶ国、全米48の州から観客が集まり、世界90ヶ国でPPVが視聴された[3][4]。

- 本大会のメインイベントとセミファイナルを飾ったバティスタおよびジョン・シナは、これが初のレッスルマニアのメイン戦出場であり、両者ともに初戴冠を果たした。

- また、大相撲元64代目横綱の曙が特別ゲストとして参戦。2月5日のスマックダウンさいたまスーパーアリーナ大会に始まったビッグ・ショーとの抗争において、スペシャル・ルールとして相撲マッチという試合形式にて対戦が行われることとなった。当日、リングのコーナーポストやロープは外され、勝負俵の代わりとして薄く線が引かれただけのリング上で対戦は行われた。また、レフェリーの代行としてWWEが用意した行司が勝負を裁いた。

- ショーン・マイケルズvsカート・アングル戦はプロレスリング・イラストレーテッド紙において2005年の年間最高試合に選出されている。

- オープニングではリリアン・ガルシアが "美しきアメリカ" を独唱した。

- ハリウッドで開催されたこともあり客席には、デヴィッド・アークエット、モーターヘッド、アダム・サンドラー、ロブ・シュナイダー、ZZトップ、ブラック・アイド・ピーズ、ビリー・コーガン、スマッシング・パンプキンズ、アンソニー・キーディス、アイス・キューブ、カルメン・エレクトラ、シルベスター・スタローン、マージ・ヘルゲンバーガー、リック・ルービン、ウィル・サッソーらのセレブリティが来場した。

## 結果
- ダーク・マッチ/30人インタープロモーショナル・バトルロイヤル -Dark Match/30-man Interpromotional Battle Royal-

優勝者：ブッカー・T
以下RAW組出場者：サイモン・ディーン、ウィリアム・リーガル、タジリ、ロブ・コンウェイ、シルヴァン・グラニエ、ジーン・スニツキー、ザ・ハリケーン、ロージー、クリス・マスターズ、ヴィセラ、ライノ、バル・ビーナス、タイソン・トムコ、メイヴェン
以下スマックダウン組出場者：ブッカー・T、ポール・ロンドン、ハイデンライク、スパイク・ダッドリー、ナンジオ、フナキ、ダグ・バシャム、ダニー・バシャム、オーランド・ジョーダン、マーク・ジンドラック、ルーサー・レインズ、スコッティ・2・ホッティ、ハードコア・ホーリー、チャーリー・ハース、ビリー・キッドマン、アキオ
- ○レイ・ミステリオ vs エディ・ゲレロ●

- マネー・イン・ザ・バンク・ラダー・マッチ -Money in the Bank Ladder Match-

○エッジ vs クリス・ベノワ vs クリス・ジェリコ vs シェルトン・ベンジャミン vs クリスチャン (w / タイソン・トムコ) vs ケイン
- マネー・イン・ザ・バンク・ラダー・マッチ終了後にユージンがリングに登場。WrestleMania IIIについて語っているときにモハメド・ハッサンとデバリが登場しユージンを襲撃。キャメルクラッチをかけるもハルク・ホーガンが救出に登場。両者をリング外に蹴散らす。

- インタープロモーショナル・マッチ -Interpromotional Match-

○ジ・アンダーテイカー (スマックダウン) vs ランディ・オートン (RAW) ●
試合中にランディ・オートンのアシストとして"カウボーイ" ボブ・オートンが乱入。
- WWE女子王座 -WWE Women's Championship-

○トリッシュ・ストラタス (c) vs クリスティ・ヘミー (w / リタ) ●
- インタープロモーショナル・マッチ -Interpromotional Match-

○カート・アングル (スマックダウン) vs ショーン・マイケルズ (RAW) ●
- パイパーズ・ピット -Piper's Pit-

ゲスト："ストーンコールド" スティーブ・オースチン
- スモー・マッチ -Sumo Match-

○曙 vs ビッグ・ショー●
- WWE王座 -WWE Championship-

●ジョン "ブラッドショー" レイフィールド (c) vs ジョン・シナ○
- 世界ヘビー級王座-World Heavyweight Championship-

●トリプルH (c) (w / リック・フレアー) vs バティスタ○